# うるま市立与勝中学校
うるま市立与勝中学校（うるましりつ よかつちゅうがっこう）は、沖縄県うるま市にある市立中学校。

## 沿革
- 1958年
  - 4月1日 - 前原連合区立与勝中学校として開校。
  - 10月5日 - 校歌・校旗を制定。
- 1966年10月22日 - 生徒会会歌を制定。
- 1972年（昭和47年）5月15日 - 本土復帰に伴い、与那城村立与勝中学校と改称。
- 1973年（昭和48年）1月16日 - 与那城村立与勝第二中学校分離式式典を開催。
- 1975年（昭和50年）4月1日 - 勝連村立与勝中学校と改称。
- 1978年（昭和53年）4月1日 - 与那城村立与勝中学校と改称。
- 1981年（昭和56年）4月1日 - 勝連町立与勝中学校と改称。
- 1984年（昭和59年）4月1日 - 与勝事務組合立与勝中学校と改称。
- 2005年（平成17年）4月1日 - 市町村合併に伴い、うるま市立与勝中学校に改称。

## 部活動

### 運動部
- 野球部
- サッカー部
- 女子ソフトボール部
- 男子テニス部
- 女子テニス部
- 男子バスケットボール部
- 女子バスケットボール部
- 女子バレーボール部
- バドミントン部 （男女）
- 卓球部（男女）
- 柔道部（男女）
- 剣道部（男女）
- 陸上同好会

### 文化部
- 吹奏楽部
- 美術部

## 通学区域
南風原、平安名、内間、照間、与那城、西原、屋慶名

## 著名な出身者
- 上門知樹 - サッカー選手
- 東浜巨 - 野球選手